# Chaetomosillus japonica
Chaetomosillus japonica är en tvåvingeart som beskrevs av Ichiro Miyagi 1977. Chaetomosillus japonica ingår i släktet Chaetomosillus och familjen vattenflugor. Inga underarter finns listade i Catalogue of Life.